# Dialekte in Sachsen-Anhalt

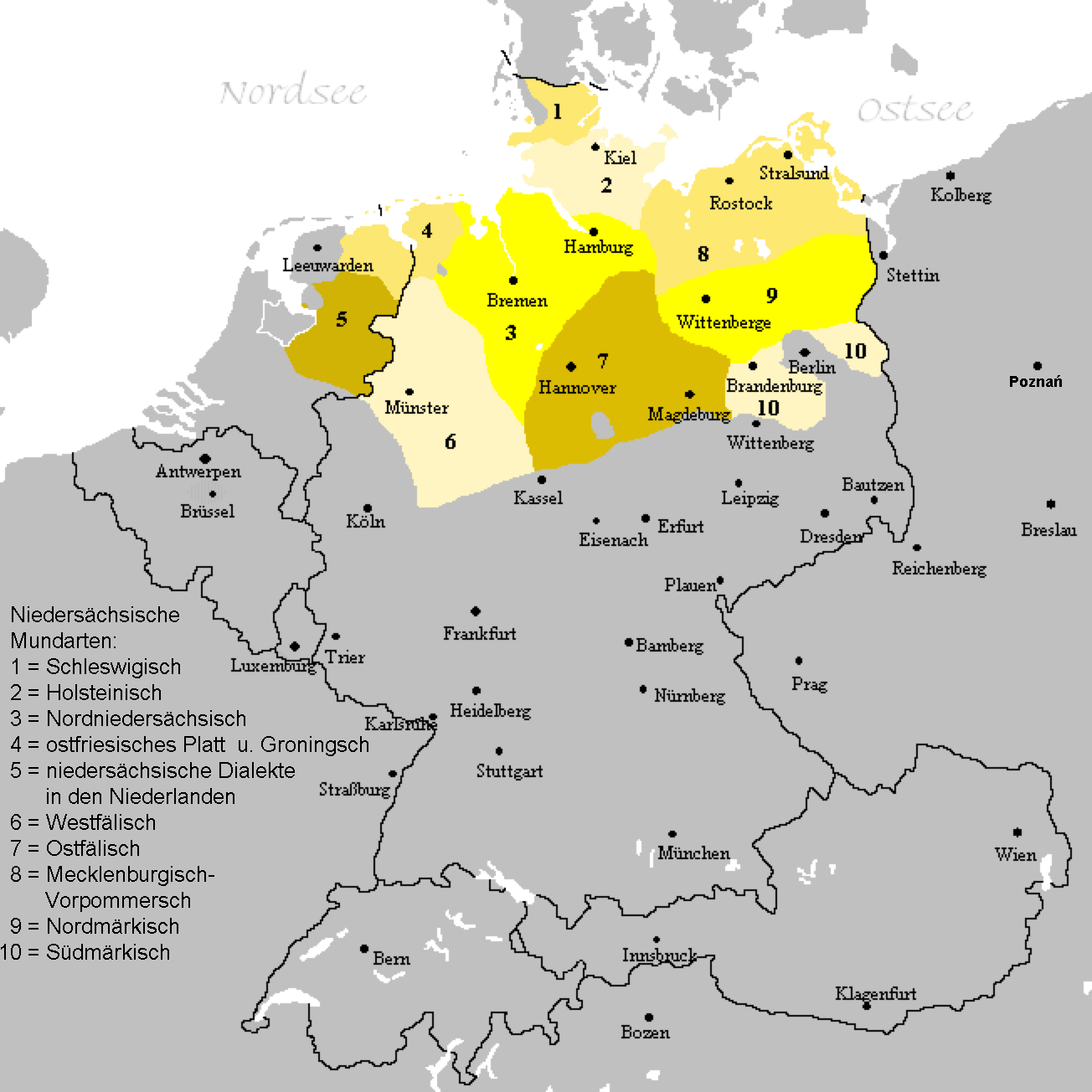
Das nördliche Sachsen-Anhalt ist Teil des niederdeutschen Mundartgebietes

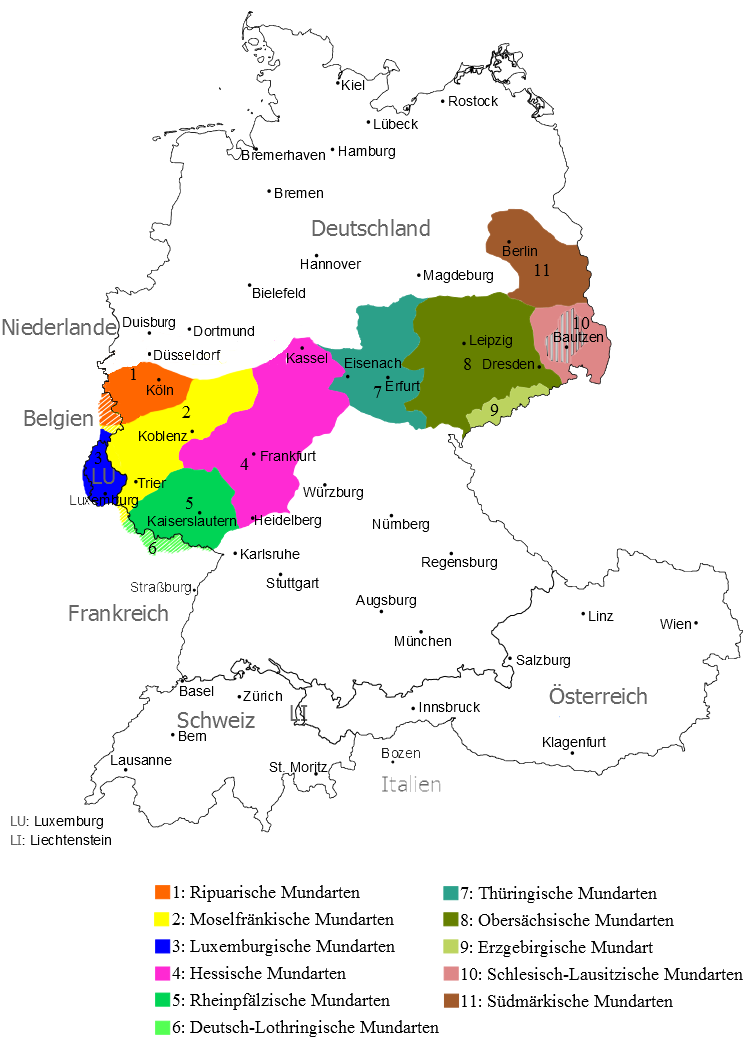
Das südliche Sachsen-Anhalt ist Teil des mitteldeutschen Sprachraumes

In Sachsen-Anhalt wird in neuerer Zeit ein regional eingefärbtes Hochdeutsch gesprochen, das in den südlichen Landesteilen von thüringisch-obersächsischen Dialekten geprägt ist, aber auch eine Vielzahl spezifischer Wendungen aus dem Mark-Brandenburgischen aufweist.
Sehr selten trifft man noch bei älteren Leuten diejenigen Dialekte an, die anstelle des Anhaltischen ursprünglich in den Regionen gesprochen wurden.
Was diese Dialekte betrifft, liegt das Bundesland in einer Übergangszone:
Im Norden des Landes rund um Magdeburg und in der Altmark wurde ursprünglich (und wird selten noch) die niederdeutsche Sprache gesprochen. Im Einzelnen handelt es sich dabei in der westlichen Magdeburger Börde einschließlich der Stadt Magdeburg um den ostfälischen Dialekt der niedersächsischen Sprache, östlich der Elbe sowie märkische Dialekte (Ostniederdeutsch) in der Altmark und im Fläming. 
Etwa entlang der Städte Wernigerode – Aschersleben – Schönebeck – Roßlau existiert eine gedachte Trennlinie. Diese Linie wird im Volksmund auch Ik-ich-Linie genannt. Südlich davon werden mitteldeutsche Dialekte gesprochen. Westlich der Saale handelt es sich dabei um Thüringisch, östlich davon um Obersächsisch. Die Dialekte Sachsen-Anhalts gehören zu den sogenannten Appel-Dialekten. So sagt beispielsweise ein Dessauer Mundartsprecher zwar „ich“, aber anstelle des Wortes Apfel verwendet dieser das unverschobene „Appel“.
Alexander Kluge beschreibt in seinem Werk Chronik der Gefühle im Teil Unheimlichkeit der Zeit. Bilder aus meiner Heimatstadt die Situation in Halberstadt: „... zwischen Unterstadt und Oberstadt verlief die Sprachgrenze zwischen Platt, der Unterschichtensprache, und der Oberschichtsprache Magdeburgisch-Thüringisch – eine Klassengrenze.“
Das Mansfeldische ist ein Dialekt, welcher sich nur auf die Region Hettstedt-Mansfeld und Eisleben bezieht. In den so genannten Grunddörfen (zwischen Eisleben und Helbra) ist dieser Dialekt in seiner Urform zum Teil noch heute sehr ausgeprägt.
Folglich basiert das Dialektkontinuum im Land Sachsen-Anhalt auf einem vierteiligen Sprachensubstrat: Im Norden (Altmark) nordmärkisch, südlich davon (Börde) ostfälisch, 
weiter südlich (Anhalt) anhaltisch sowie im Süden und Südwesten (Raum Zeitz, Weißenfels, Querfurt, Mansfeld, Harzgerode) thüringisch.
Der Wortschatz der Dialekte des Nordteiles des Bundeslandes ist erfasst und beschrieben im Mittelelbischen Wörterbuch. Die thüringischen Landesteile sind im Thüringischen Wörterbuch erfasst.

## Regiolekte
Ein typischer Regiolekt ist die Anhaltische Mundart („Das Anhaltische“), die bis in die Gegenwart in der Literatur als Prosa und auch als Lyrik gepflegt wird. Sie umfasst die Region der ehemaligen Fürstentümer und späteren Herzogtümer Anhalt-Dessau, Anhalt-Köthen, Anhalt-Bernburg mit zeitweilig Anhalt-Plötzkau sowie nördlich angrenzend teilweise Anhalt-Zerbst. Nach Norden nehmen das niederdeutsche Substrat bzw. die Wendungen aus dem Mark-Brandenburgischen zu.
Auffällig ist eine stark differenzierte Aussprache des G-Lautes in der Magdeburger Region: Auf „Machdeburjerisch“ spricht 
man das G auf fünf verschiedene Arten, ähnlich dem Berlinerischen. Diese fünf Arten kommen zum Beispiel in der Wortgruppe Vogelgesang in Magdeburg vor: „Voreljesank in Machdeburch“. Das r steht hier nicht für einen „gerollten“ Laut, sondern für einen Frikativ, wie das niederländische g, das erste ch ist am weichen Gaumen, das zweite „vorn“ (am harten Gaumen) zu sprechen: [ˈfoɣəljɛˌzaŋk ɪn ˈmaxtəˌbɔɐ̯ç]. Auffällig ist ebenso wie im Berlinerischen die nur teilweise erfolgte zweite Lautverschiebung, das häufige Auftreten von Synkopen und Apokopen sowie die Nichtunterscheidung von Fällen im Plural.
In der Region Halle wird hallensisch gesprochen. 